# Orchestre symphonique national d'Ukraine

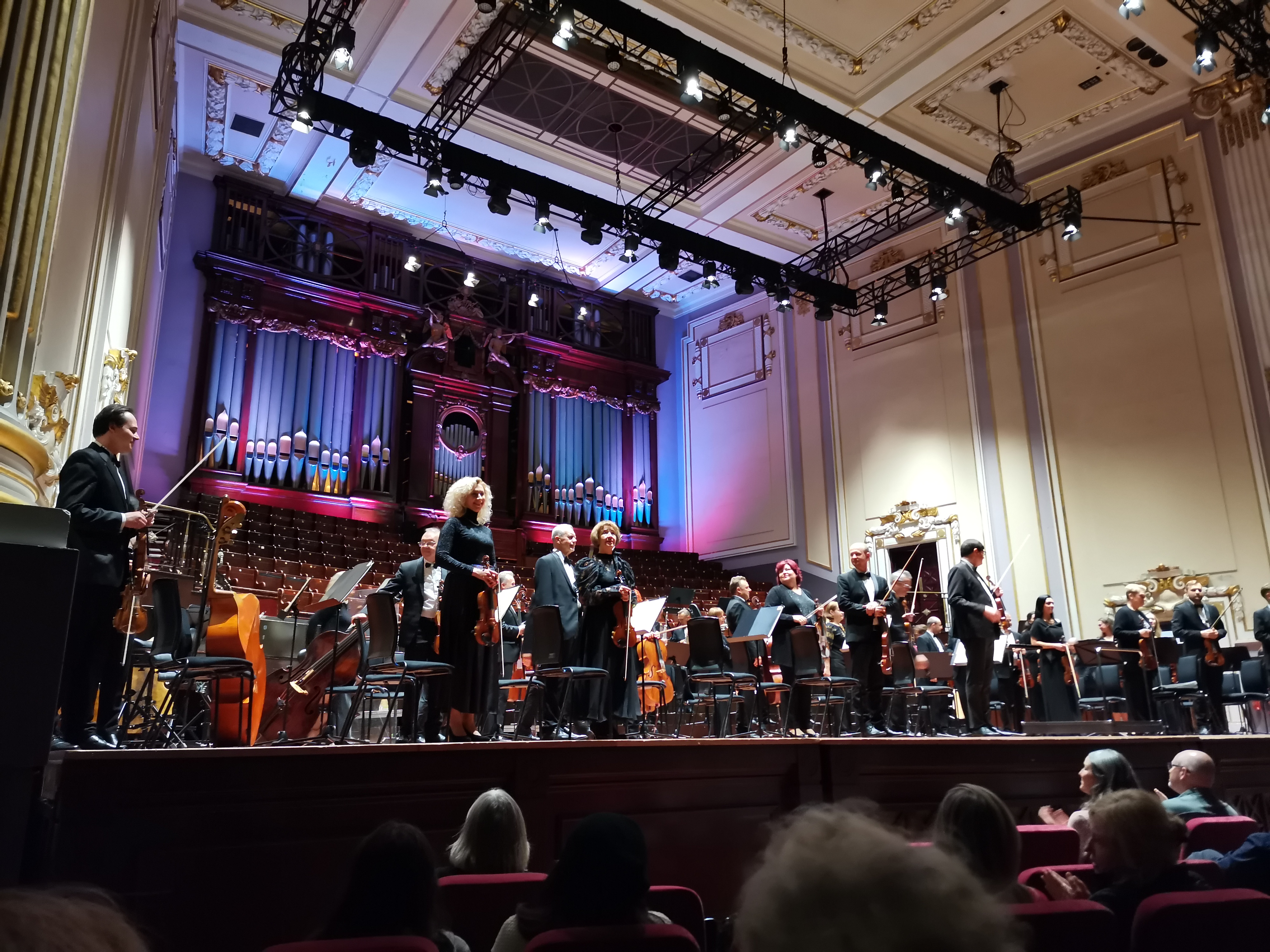
L'Orchestre symphonique national d'Ukraine en Écosse en 2023

L'Orchestre symphonique national d'Ukraine (en ukrainien: Національний Симфонічний Оркестр України) est un des principaux orchestres symphoniques d'Ukraine. Il réside à Kiev. 
Il a été fondé en 1918 sous le nom d'Orchestre symphonique d'état d’Ukraine. À l'époque de l'Union soviétique, il a été appelé Orchestre symphonique d'état de la République socialiste d'Ukraine.
L'orchestre a joué sous la direction de chefs d'orchestre exceptionnels comme Ievgueni Mravinski, Ievgueni Svetlanov, Kirill Kondrachine, Konstantin Simeonov, Guennadi Rojdestvenski, Kurt Sanderling, Leopold Stokowski, Igor Markevitch et avec des solistes comme Arthur Rubinstein, Isaac Stern, Yehudi Menuhin, Montserrat Caballe, Jose Carreras, David Oïstrakh, Sviatoslav Richter, Emil Gilels, Mstislav Rostropovitch, Leonid Kogan, Gidon Kremer.
L'orchestre a effectué des créations de compositeurs ukrainiens de premier plan, parmi lesquels Boris Liatochinski, Levko Revutsky, Eugene Stankovic, Myroslav Skoryk et de compositeurs soviétiques comme Sergueï Prokofiev, Dmitri Chostakovitch, Aram Khachaturian.
Depuis l'indépendance, l'Ukraine a fait des tournées avec succès en Australie, Autriche, Bahrein, Belgique, Biélorussie, Grande-Bretagne, Hong Kong, Danemark, Iran, Italie, Chine, Corée, Liban, Pays-Bas, Allemagne, Émirats arabes unis, Pologne, Portugal, Slovaquie, Turquie, France, Suisse et Japon.
L'orchestre a enregistré plus de 100 CD pour Naxos, Brilliant Classics, Amadis, Ondine et Marco Polo, dont l'intégrale des symphonies de Liatoshynsky, Prokofiev, et Martin Kalinnikov, des œuvres de grands compositeurs ukrainiens contemporains, Eugene Stankovich, des œuvres de Mozart, Tchaïkovski, Rachmaninov, Chostakovitch, Khatchatourian et de nombreux autres compositeurs étrangers et nationaux.

## Liste des chefs
- Olexander Horilyi
- Mikhail Kannerstein
- Peter Herman Adler (en)
- Natan Rakhline (1937-1959)
- Konstantin Simeonov (1949-1957)
- Stepan Turtschak
- Wolodymyr Kozhukhar
- Igor Blaškov (de)
- Volodymyr Sirenko (de)
- Theodore Kuchar (1992, 1994 -)